# Alessandro Terrin
Alessandro Terrin (Dolo, 11 de julio de 1985) es un deportista italiano que compitió en natación, especialista en el estilo braza.
Ganó una medalla de plata en el Campeonato Mundial de Natación en Piscina Corta de 2006, dos medallas en el Campeonato Europeo de Natación, oro en 2006 y bronce 2008, y seis medallas en el Campeonato Europeo de Natación en Piscina Corta entre los años 2005 y 2009.

## Palmarés internacional
| Campeonato Mundial en Piscina Corta | Campeonato Mundial en Piscina Corta | Campeonato Mundial en Piscina Corta | Campeonato Mundial en Piscina Corta |
| Año                                 | Lugar                               | Medalla                             | Prueba                              |
| ----------------------------------- | ----------------------------------- | ----------------------------------- | ----------------------------------- |
| 2006                                | Shanghái (China)                    | Medalla de plata                    | 50 m braza                          |
| Campeonato Europeo                  |                                     |                                     |                                     |
| Año                                 | Lugar                               | Medalla                             | Prueba                              |
| 2006                                | Budapest (Hungría)                  | Medalla de oro                      | 50 m braza                          |
| 2008                                | Eindhoven (Países Bajos)            | Medalla de bronce                   | 50 m braza                          |
| Campeonato Europeo en Piscina Corta |                                     |                                     |                                     |
| Año                                 | Lugar                               | Medalla                             | Prueba                              |
| 2005                                | Trieste (Italia)                    | Medalla de plata                    | 50 m braza                          |
| 2006                                | Helsinki (Finlandia)                | Medalla de plata                    | 50 m braza                          |
| 2006                                | Helsinki (Finlandia)                | Medalla de bronce                   | 4 × 50 m estilos                    |
| 2007                                | Debrecen (Hungría)                  | Medalla de bronce                   | 50 m braza                          |
| 2008                                | Rijeka (Croacia)                    | Medalla de oro                      | 4 × 50 m estilos                    |
| 2009                                | Estambul (Turquía)                  | Medalla de plata                    | 50 m braza                          |